# القتلة (فلم 1971)
القتلة هو فيلم جريمة مصري من إنتاج سنة 1971، من بطولة صلاح ذو الفقار، وناهد شريف، ومن تأليف محمود أبو زيد وإخراج أشرف فهمي. وهو أول فيلم يخرجه أشرف فهمي

## القصة
تدور أحداث الفيلم حول عادل شوكت مهندس، مات والده وترك 50 ألف جنيه و100 فدان، كتبهم جميعًا باسم والدة عادل، التي تزوجت من زميل ابنها عادل، الشاب حسين شعبان، الذي كان بالطبع يطمع في ثروتها، مما أصاب عادل بإكتئاب، وترك المنزل لوالدته وزوجها، وأقام في بنسيون لمدة 6 شهور، وكان يتردد على البارات يشرب الخمر، حتى تعرف على عزيز ابوالعز، وتحت تأثير الخمر قَص عليه مشكلته مع والدته، فاقترح عليه عزيز أن يخلصه من زوج أمه بقتله، مقابل أن يقوم عادل بتخليصه من زوجته الممثلة سوسن فهمي التي ادعى أنها خائنة، ولم يكن عادل يدري أن هناك بوليصة تأمين لصالح عزيز قيمتها 10 آلاف جنيها. وفي اليوم التالي أفاق عادل من الخمر، وأدرك سخافة إقتراح عزيز، غير أن الأخير تسرع في تنفيذ الإتفاق وقتل زوج أم عادل، ثم طالبه بتنفيذ الجانب الخاص به، وهو قتل الممثلة سوسن فهمي، وعندما رفض عادل، هدده بإبلاغ البوليس، وسلمه مفتاح شقة الممثلة، وخريطة للشقة ومسدس، وانتظرها عادل بالشقة، حتى عادت من عملها، وحاول الضغط على الزناد، فلم يتمكن، وقرر التراجع، ولكن سوسن أحست بوجوده، فهددته بمسدس، فوقع مغشيًا عليه، وظنت أنه لص غشيم، وحين أفاق أخبرها بأنه مهندس ومتورط في مشكلة مالية، فتعاطفت معه وحلت له مشكلته، ولكن عزيز ضغط عليه مرة أخرى، وسلمه منوم ليضعه لها في الشراب، ثم ينقلهاإلى الحمام ويفتح انبوبة الغاز، حتى تموت خنقا، ولكن عادل فشل، وتناول هو المخدر ونام حتى الصباح، غير أن عاطفة نمت في قلب عادل نحو سوسن، وبادلته الشعور، وأخبرته بمشكلتها مع زوجها المجرم عزيز، وعلم عادل السبب الحقيقي لرغبة عزيز في التخلص من سوسن، وهي مبلغ التأمين، وعرض عليه أن يحصل على هدفه دون قتل، ولكن عزيز الذي أيقن أن عادل لن يقتل سوسن، أعفاه من تنفيذ الإتفاق، وإنتظره حتى قابلها في شقتها، وإقتحم عليهما الشقة، ومثل دور الزوج المخدوع، وهددهما بمسدس، وجعلهما ينزعان ملابسهما، وينامان متجاورين في السرير، وهدد بعمل فضيحة وسط الجيران، لتصلإلي الصحافة، وساوم سوسن على مبلغ كبير، مقابل تجنب الفضيحة، ووافقت سوسن وإشترطت الطلاق، وأثناء ذلك تمكن عادل من خطف المسدس، وضرب عزيز، وهرب من الشقة ومعه سوسن وملابسهما التي ارتدياها على السلم، وسافرا إلى العجمى، وصارح عادل حبيبته سوسن بإتفاقه مع عزيز، وعرض عليها أن يبلغ البوليس، ونبهته إلى أن عزيز سيخرج منها سليم، لعدم وجود أي دليل، ولكن عزيز الذي تمكن من معرفة مخبئهما، وصل اليهم وأطلق النار فأصاب سوسن في كتفها، وتصارع معه عادل حتى نفاذ الرصاص، وإستل عزيز خنجرا، ولكن استطاع عادل أن يغمده في رقبته، ووصل البوليس وقبض على عادل ونقل سوسن إلى المستشفى.

## طاقم التمثيل
- صلاح ذو الفقار في دور عادل شوكت
- ناهد شريف في دور سوسن فهمي
- عادل أدهم في دور عزيز أبو العز
- زوزو شكيب في دور والدة عادل
- جمال إسماعيل في دور وكيل النيابة
- حسين إسماعيل في دور الشاويش
- عماد محرم في دور عماد رشاد
- محمد أبو حشيش في دور عامل المصنع
- أشرف السلحدار في دور حسين
- ممدوح عبد الرحمن في دور إبراهيم
- سالي جلال في دور سالي

## وصلات خارجية
- مقالات تستعمل روابط فنية بلا صلة مع ويكي بيانات